# استیون کلانسی هیل
استیون کلانسی هیل (انگلیسی: Stephen Clancy Hill؛ زاده ۸ مهٔ ۱۹۷۶ درگذشته ۵ ژوئن ۲۰۱۰) یک بازیگر پورنوگرافی بود.